# Lohr Industrie
Lohr Industrie S.A. mit Sitz in Hangenbieten bei Straßburg ist ein Hersteller von Verkehrstechnik, insbesondere Autotransportwagen (für die Eisenbahn) und Autotransportern (für die Straße) sowie Nahverkehrssysteme.

## Hintergrund
Die Firma wurde 1963 von Robert Lohr (1932 – 2025) gegründet. Hauptgeschäftsfelder sind die Produktion von Autotransportwagen und von Niederflur-Doppelwagen sowie ehemals die Herstellung des Leitschienenbahnsystems (Straßenbahn auf Gummirädern) Translohr. Das Unternehmen besitzt Fabriken in Duppigheim im Elsass sowie in der Türkei, in der Volksrepublik China, den USA und Mexiko. Zum Unternehmen gehören neben der deutschen Tochtergesellschaft Lohr GmbH in Kehl weitere Gesellschaften in verschiedenen Ländern. Das Unternehmen erwirtschaftete im Geschäftsjahr 2007 einen Umsatz von 320 Millionen Euro, 2006 waren es 250 Millionen Euro und 2005 lag der Umsatz bei 217 Millionen Euro. Das Unternehmen kam in den Folgejahren in wirtschaftliche Schwierigkeiten, nachdem im Zuge der Wirtschaftskrise der Umsatz auf nur 120 Millionen Euro im Jahr 2011 gefallen war und die Verbindlichkeiten nicht mehr bedient werden konnten; um eine Insolvenz zu vermeiden, musste 2012 das Straßenbahngeschäft Translohr an das Unternehmen Alstom veräußert, das Geschäft mit Verlust von 200 Arbeitsplätzen restrukturiert und ein teilweiser Schuldverzicht durch Gläubiger verhandelt werden. Auf der Firmenwebsite wird im CSR-Bericht ein Umsatz für das Jahr 2019 von 466 Mio. € angegeben. Laut Handelsregister betrug der Umsatz von Lohr Industrie 115 Mio. € im Jahr 2020 und 141 Mio. € im Jahr 2023, das Geschäft blieb defizitär: −8,7 Mio. € im Jahr 2020 und −28,9 Mio. € im Jahr 2023.

## Hauptgeschäftsfelder

### Autotransporter

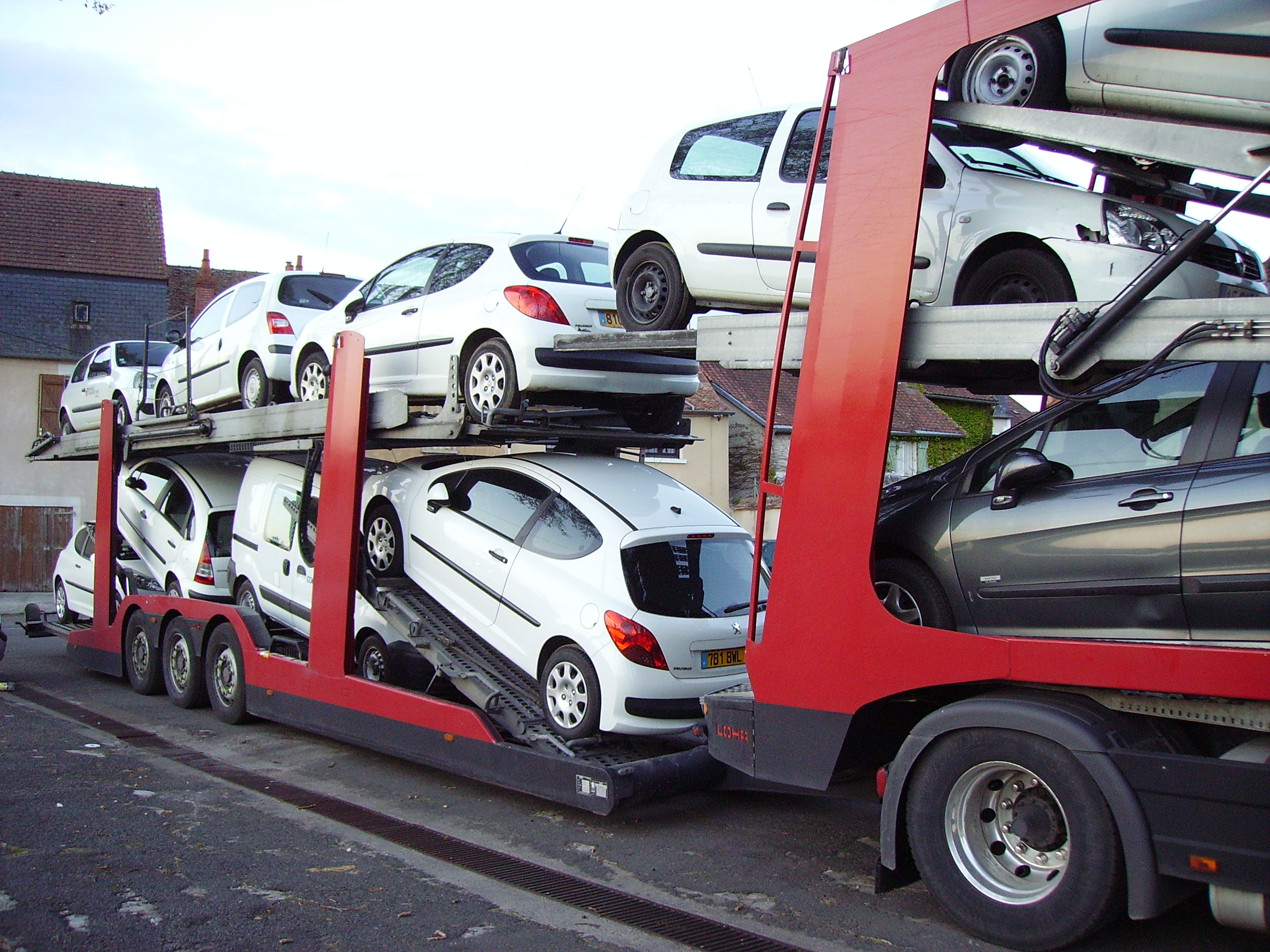
Eurolohr 300 Autotransporter

Die Produktion von Autotransportern hat einen Anteil von 80 Prozent am gesamten Umsatz des Unternehmens. Schwerpunkt bilden die Bereiche Pkw-Transport (Baureihe Eurolohr 100 mit bis zu zwei Achsen, Eurolohr 300 mit bis zu drei Achsen und CHR als Standard), Mischtransport Pkw und Lkw (Multilohr) sowie Schwertransport (Maxilohr mit Dreiachs-Zentralachsanhänger). Im Bereich der Sonderfahrzeuge und Spezialtransporte werden die Sattelauflieger SHR und SRTC, der Wohnwagen-Transporter TALE und SOLO-Fahrzeuge hergestellt. Produziert werden auch mit Planen oder festen Wänden geschlossene Züge und Züge mit Sondergeometrien.

### Lohr Railway System

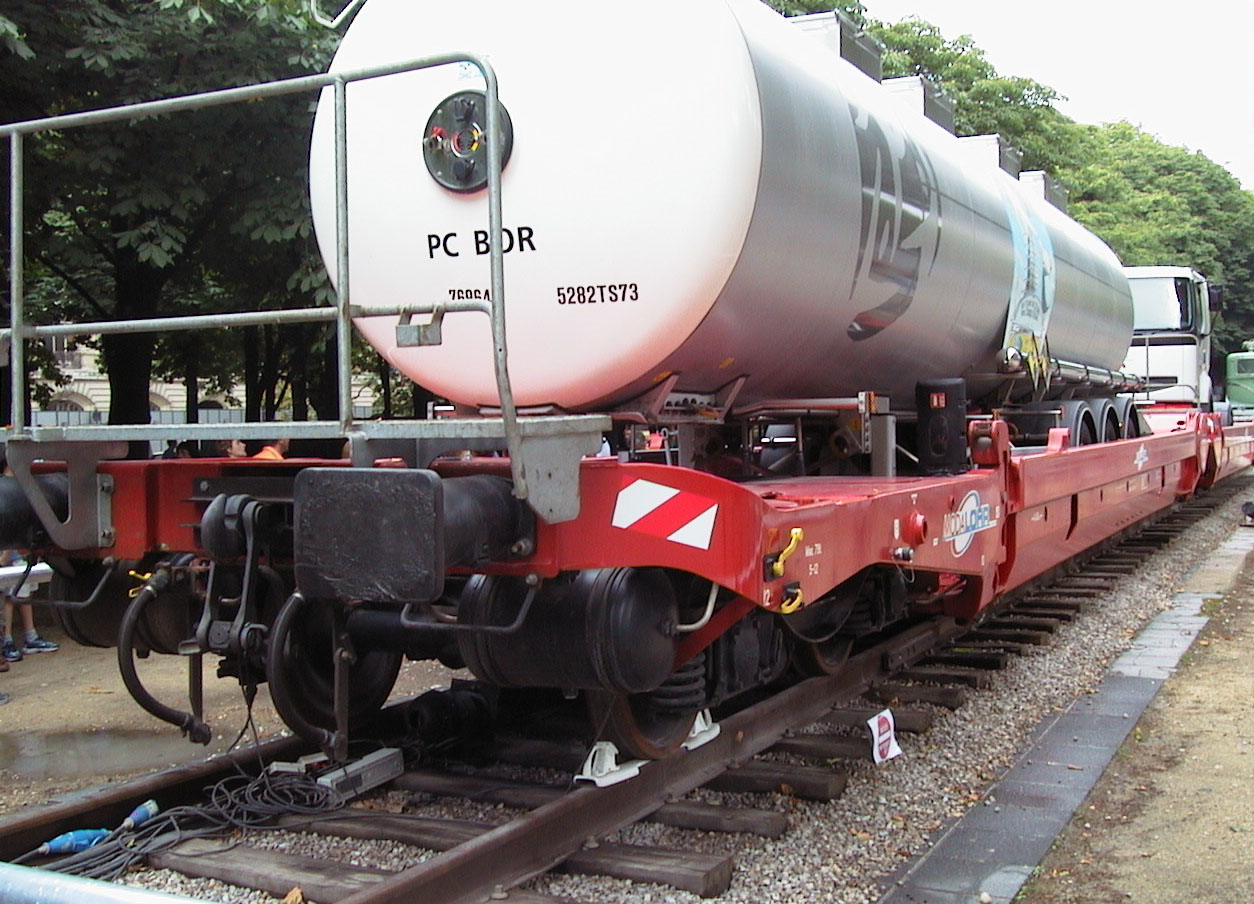
Lohr Transportwaggon

Mit geeigneten Niederflur-Doppelwagen entwickelte Lohr Industrie ein Konzept zum schnellen Umschlag von Containern, Wechselaufbauten und Sattelaufliegern zwischen Straße und Schiene (auch unter dem Namen Modalohr vermarktet). Bei Spezialwagen, die mit Standard-Drehgestellen ausgerüstet sind, kann die Ladefläche aus der Gleisachse schräg ausgeschwenkt werden. So ist es einer Zugmaschine möglich, den Auflieger über eine niedriggelegene Rampe direkt auf dem Plateau abzustellen, das anschließend wieder in die Längsposition gedreht wird. Die Wartungskosten beim Lohr Konzept konnten im Vergleich zum bisherigen System der Rollenden Landstraße (RoLa) für Niederflurwagen erheblich gesenkt werden.
2002 wurde der Güterverkehr zwischen Aiton/Bourgneuf bei Chambéry in Frankreich und Orbassano bei Turin in Italien nach dem Modalohr-System eröffnet. 2007 ging die Verbindung von Perpignan nach Luxemburg als erster Teil einer Nord-Süd-Achse in Betrieb. In Deutschland wird eine Verbindung zwischen den Ostseehäfen (Lübeck oder Rostock) nach Frankfurt am Main oder Regensburg geplant.

### Nahverkehrssysteme

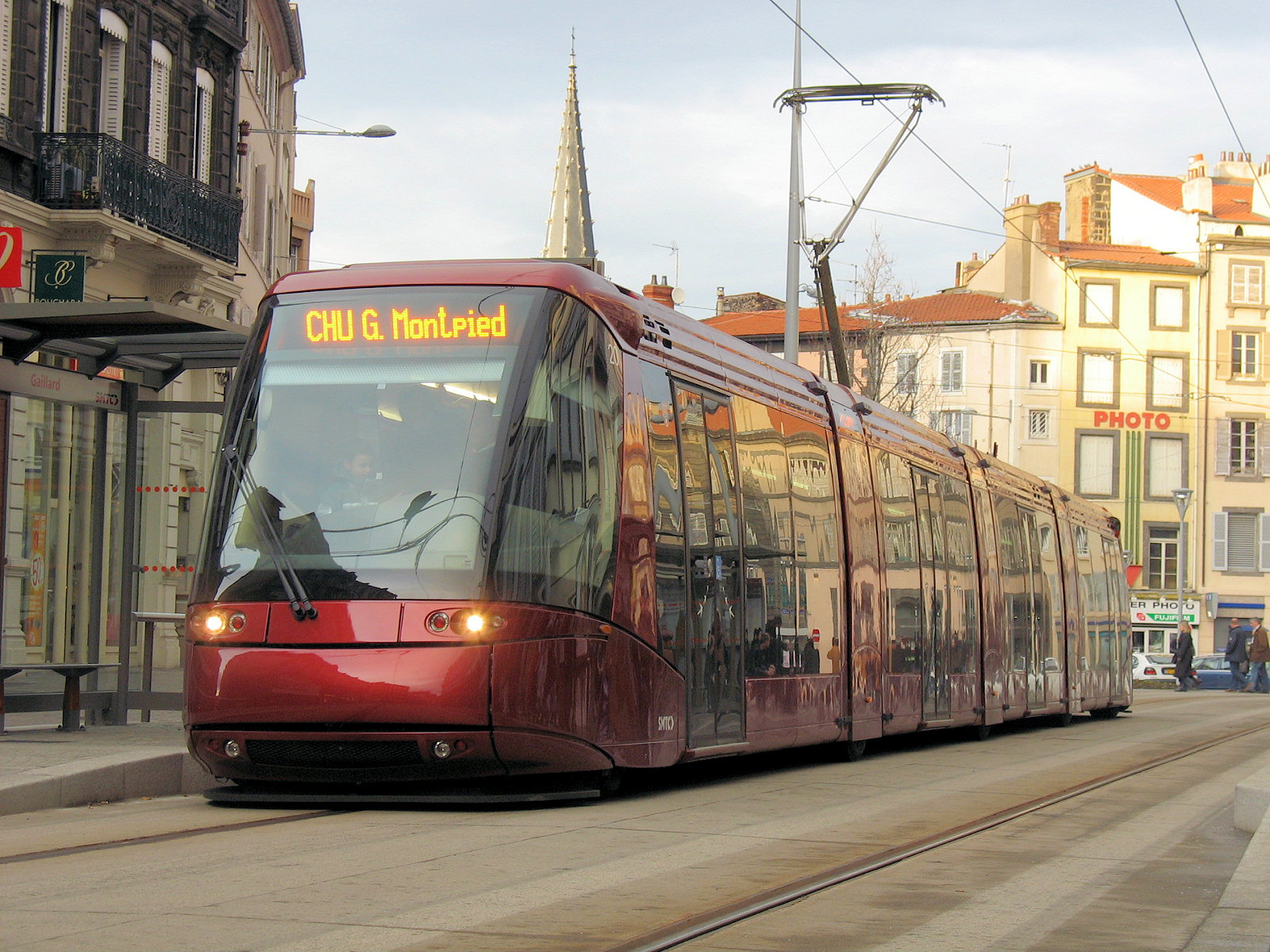
Translohr in Clermont-Ferrand

#### Cristal/Borreal
Nach Verkauf des Bereichs Translohr im Jahr 2012, ist das Unternehmen weiterhin im Bereich Nahverkehrssysteme tätig:
- Cristal: Projekt eines elektrischen Bussystems, das 2015 vorgestellt wurde; es besteht aus autonomen elektrischen Kleinbussen, die auch zu größeren Einheiten zusammengekoppelt werden können.
- Boreal: Elektrische getriebene Achseinheit zur Nachrüstung konventioneller Busse.

#### Translohr (veräußert, eingestellt)
Ein weiteres Produkt von Lohr Industrie war der Translohr, eine sogenannte Tramway sur pneumatiques. Die Wagen sind Zweirichtungs-Gelenkfahrzeuge, die ausschließlich – auch im Betriebshof und in der Werkstatt – durch eine Mittelschiene spurgeführt verkehren. Die Fahrzeuge besitzen einpolige Stromabnehmer und sind bei Bedarf auch in Mehrfachtraktion einsetzbar. Die Räder sind in den Gelenkportalen untergebracht, was sowohl das Lichtraumprofil des Triebwagens optimiert als auch eine flexiblere Gestaltung des Innenraumes erlaubt. Mit Hilfe eines Batteriehilfsantriebs kann der Translohr bei Betriebsstörungen kürzere Strecken auch ohne Oberleitung zurücklegen.
Im November 2012 wurde die Sparte wegen drohender Insolvenz der Gruppe für 35 Millionen Euro an ein Konsortium aus Alstom-Transport und den französischen Staatsfonds, Fonds Stratégique d’Investissement, verkauft. Der Betrieb wurde unter der Bezeichnung NTL (New Translohr) weitergeführt.

#### Neoval (veräußert)
Seit 2004 entwickelt Siemens gemeinsam mit der Lohr Group im Projekt Neoval den Nachfolger des Val. Die Züge des Neoval-Systems werden von einer einzigen zentralen Schiene geführt, ähnlich wie das Translohr-System, und kommen ohne elektrische Versorgung zwischen den Stationen aus. So sollen die Kosten für die Infrastruktur verringert werden, da keine zusätzliche Stromschiene oder Oberleitung benötigt wird. Das System wird zudem durch ein regeneratives Bremssystem die Bremsenergie wieder zurückgewinnen und nutzen können. Seit März 2009 wurde mit dem Airval ein erstes Neoval-Vorserien-Fahrzeug auf der Teststrecke von Lohr in Straßburg erprobt.

### Automobilbau (eingestellt)

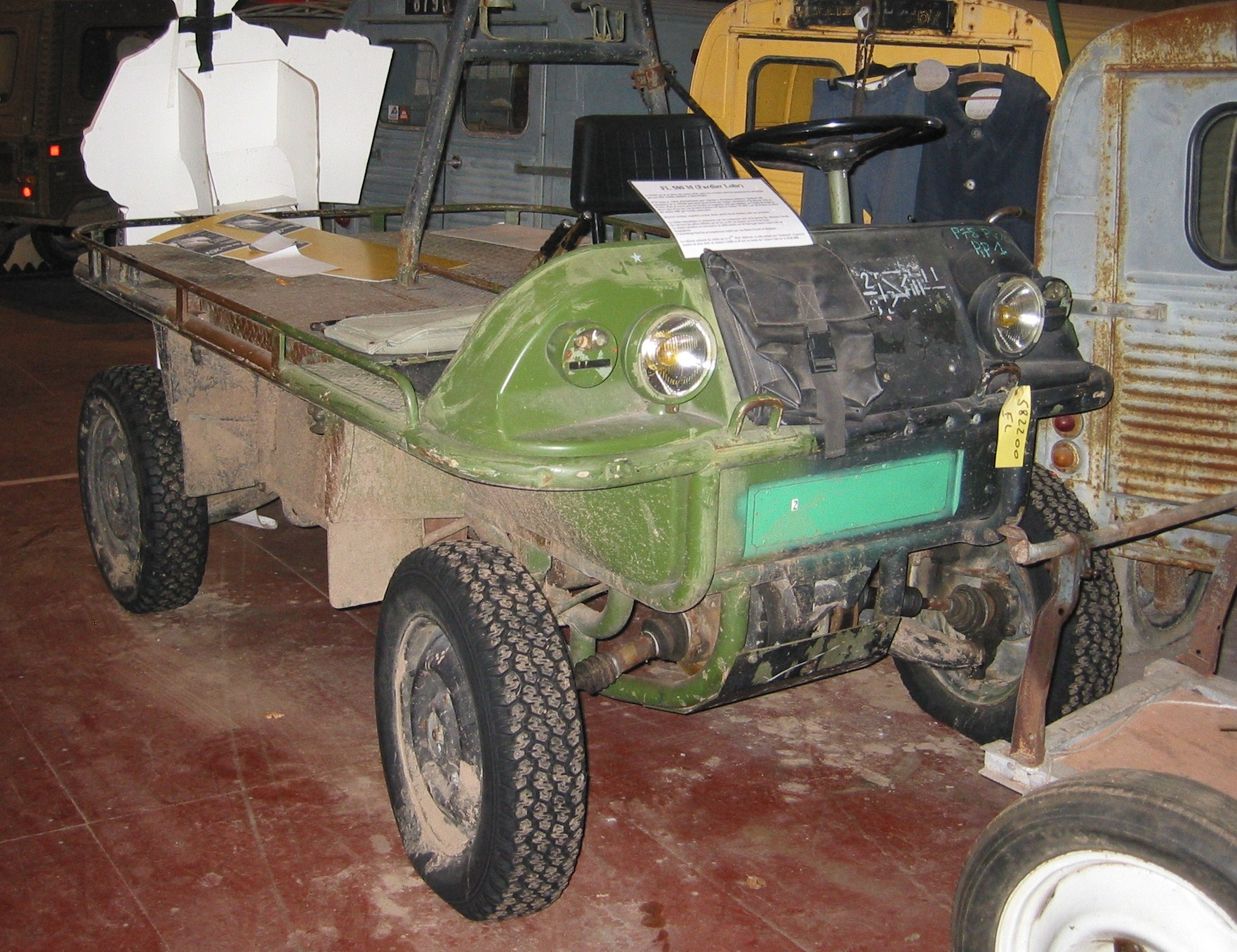
Lohr FL 500

Zwischen 1977 und 1984 wurden mindestens 218 Automobile hergestellt. Anfangs gab es das Modell Fardier Lohr FL 500, später weiterentwickelt zum Fardier Lohr FL 501. Es ähnelte dem Kraka und war ein Amphibienfahrzeug mit Allradantrieb. Der Zweizylinder-Boxermotor von Citroën mit 602 cm³ Hubraum war in der Fahrzeugmitte montiert, weitere Fahrzeugteile wie Lenkung und Getriebebox wurden von anderen Modellen von Citroën verwendet.

### Soframe – Militärfahrzeuge
1978 wurde Lohr Défense gegründet zur Produktion von Fahrzeugen für das Militär und Sicherheitsdienste. Im Jahr 2000 wurde die Abteilung ausgegliedert in die Soframe Gesellschaft, die weiterhin zum Produktionsstandort Hangenbieten gehört. Das Produktspektrum umfasst gepanzerte Allradfahrzeuge verschiedener Größen und Wasserwerfer. Diese Informationen beruhen auf Angaben der Firma selbst. Die Firma ist im Handelsregister eingetragen, veröffentlicht aber keine Finanzzahlen.
2025 hat die Firma 90 Fahrzeuge vom Typ Centaure an die Gendarmerie Nationale geliefert. Es handelt sich um gepanzerte Truppentransporter für bis zu 10 Personen.

## Tochtergesellschaften
- Lohr Vostok, Moskau
- Lohr GmbH, Kehl
- Lohr Iberica, Barcelona
- Lohr Istanbul, Istanbul
- Lohr Industrial China, Tianjin
- Lohr México SA de CV, Tezoyuca
- Delavan Industries Inc., West Seneca, NY